# Luang Pho Daeng
Luang Pho Daeng (tajsko: หลวงพ่อแดง); tajski budistični menih; * 1894, Ko Samui, † 1973, Ko Samui.
Luang Pho Daeng je bil budistični menih, ki je umrl med meditacijo leta 1973.

## Biografija
Daeng se je rodil leta 1894 na Ko Samuiju, otoku ob vzhodni obali Tajske. Njegovo rojstno ime je bilo Phra Khru Samathakittikhun. V svojih dvajsetih letih se je na kratko zanimal za meništvo, a se je nato odločil za poroko. Z ženo je vzgojil šest otrok.
Vendar pa je njegova prva verska izkušnja globoko in trajno spremenila njegov značaj, tudi potem, ko je postal uspešen poslovnež. Tako je več desetletij deloval kot filantrop in je bil zelo radodaren do ljudi v stiski, jim je med drugo svetovno vojno razdeljeval denar, oblačila in zdravila.
Ko so njegovi otroci odrasli, se je pri 50 letih odločil uresničiti svoje sanje in postal menih. Kratek čas je bil opat v templju na jugu Tajske, nato pa se je preselil v Wat Khunaram blizu svojega otroškega doma. Še posebej so ga zanimale meditacijske tehnike, kot je Samatha-vipassanā. Postal je mojster na tem področju in učil številne menihe. Navajajo, da je lahko zdržal 15 dni brez hrane in pijače. Kljub opozorilom zdravnikov je ponavljal dolga obdobja posta. Postal je znan in obiskovalo ga je veliko romarjev.
Ko je čutil, da se bliža njegova smrt, je dal navodila tistim okoli sebe, da se njegovo telo ne bi razgradilo. Umrl je med meditacijo leta 1973. Želel je, da se njegovo telo samomumificira, čeprav bi to zahtevalo dolg proces. Prosil je, naj se zgradi steklena krsta, v kateri bi bilo njegovo telo razstavljeno javnosti. Želel je, da se njegovi fizični ostanki ohranijo za potomce.
Vendar noben Budin  nauk, ki sestavlja palijski kanon, ne opisuje ali spodbuja prakse samomumifikacije. Nasprotno, nauk srednje poti priporoča, da se ne mrtvi telo, kot na primer v sutri: SN 56.11 (ali PTS . S. 5.420) Dhamma cakka pavattana (Sproženje kolesa Dhamme).
 

## Mumija 50 let pozneje
Leta 2023, 50 let pozneje, se zdi, da je telo delno dobro ohranjeno. Že leta 2002 so raziskovalci z Raziskovalnega inštituta za bioantropologijo opravili rentgenski pregled mumije. Presenečeni so bili, ko so ugotovili, da so organi še vedno na svojem mestu, nedotaknjeni, čeprav so se zaradi dehidracije skrčili. Odkrili so tudi, da so gekoni odložili jajčeca v ustih, grlu in lobanji, kjer koli je bila vrzel ali prazna telesna votlina. Zgnile so le oči. Očesne jamice so menihi skrili s sončnimi očali, da se otroci ne bi prestrašili.
Mumija je tako postala atrakcija, ki privablja številne obiskovalce. Nekateri skeptiki ugibajo, da je telo, razstavljeno v stekleni vitrini, narejeno iz voska, vendar je poročilo, ki ga je objavil National Geographic, potrdilo, da gre res za pravo mumijo.